# Marijana Marković
Pour les articles homonymes, voir Marković.
Marijana Marković, née le 3 février 1982 à Francfort-sur-le-Main, est une escrimeuse allemande pratiquant l'épée.

## Palmarès
- Championnats du monde d'escrime
  -  Médaille d'argent par équipes aux Championnats du monde d'escrime 2003 à La Havane
  -  Médaille de bronze par équipes aux Championnats du monde d'escrime 2006 à Turin
  -  Médaille de bronze par équipes aux Championnats du monde d'escrime 2007 à Saint-Pétersbourg
  -  Médaille de bronze par équipes aux Championnats du monde d'escrime 2008 à Pékin
  -  Médaille de bronze par équipes aux Championnats du monde d'escrime 2009 à Antalya
- Championnats d'Europe d'escrime
  -  Médaille d'argent par équipes aux Championnats d'Europe d'escrime 2008 à Kiev
  -  Médaille de bronze par équipes aux Championnats d'Europe d'escrime 2000 à Funchal
  -  Médaille de bronze par équipes aux Championnats d'Europe d'escrime 2006 à Izmir